# Comuna Skomoroșkî, Orativ
Skomoroșkî (în ucraineană Скоморошки) este o comună în raionul Orativ, regiunea Vinnița, Ucraina, formată din satele Kameanohirka, Skomoroșkî (reședința) și Verbivka.

## Demografie
Componența lingvistică a satului Skomoroșkî
     Ucraineană (98,56%)
     Rusă (1,16%)
     Alte limbi (0,09%)
Conform recensământului din 2001, majoritatea populației satului Skomoroșkî era vorbitoare de ucraineană (98,56%), existând în minoritate și vorbitori de rusă (1,16%).